# Nototriton lignicola
Nototriton lignicola és una espècie d'amfibi urodel de la família Plethodontidae.

## Descripció
- El seu color evoca l'ambre cremat amb pigues blanques a la superfície dorsal. El ventre és de color marró amb taques blanques disperses. Quan es troba conservat en alcohol, el ventre és molt més pàl·lid que el dors.
- Té un morro àmpliament arrodonit.
- Protuberàncies labials més desenvolupades en els mascles que en les femelles.
- Cua quasi rectangular.
- Coixinets ben desenvolupats.[3]

## Hàbitat
Viu a les muntanyes de clima tropical i subtropical humit al voltant de 1.760-1780 m d'altitud.

## Distribució geogràfica
És un endemisme d'Hondures: el nord-oest del departament d'Olancho.

## Estat de conservació
Es troba amenaçat per l'expansió del conreu del cafè, la pèrdua del seu hàbitat natural, l'agricultura de subsistència i el bestiar.